# Publius Septimius Geta (broer van Septimius Severus)
Publius Septimius Geta (ca.143-ca.204) was de oudere broer van keizer Septimius Severus (145-211), de zoon van Publius Septimius Geta en Fulvia Pia. Hij groeide op in Leptis Magna in de Romeinse provincie Africa.
Het begin van zijn loopbaan, cursus honorum, liep parallel aan die van zijn broer. Eerst als lid van de Decemviri stlitibus iudicandis, later als Tribunus laticlavius van de Legio II Augusta in Britannia. In 185 was hij commandant van de Legio I Italica. Gouverneur van Sicilia (187-188), van Hispania Lusitania (188-190), Moesia inferior (193-194) en Dacia in 195.
Geta was Consul suffectus in het jaar 191 en consul in het jaar 203 samen met zijn neef Gaius Fulvius Plautianus, die hij verdacht van verraad.